# Dent (Berg)
Der Dent (deutsch „Beule“) ist ein 352 m ASL hoher, als Marilyn klassifizierter Berg am westlichsten Ende des Lake District in der Nähe der Ortschaften Cleator Moor und Egremont. Gelegentlich wird er auch als Long Barrow (deutsch „Langbett“) bezeichnet. 

## Aussehen und Lage
Die Erhebungen über 300 Meter an der Westseite des Lake District bilden einen V-förmigen, etwa küstenparallel verlaufenden Winkel, dessen Spitze der Dent markiert. Trotz seiner im Lake District unbedeutenden Höhe wirkt er in dieser exponierten Lage wuchtig und prominent, zumal er auch auf seiner gebirgszugewandten Seite durch tief eingeschnittene Täler vom übrigen Gebirge abgetrennt wird.
Die Hänge des Dent sind größtenteils mit Wald bestanden, die flache Gipfelregion ist mit Grasland bewachsen und stellenweise moorig. Während die Westseite relativ flach abdacht, fällt die Ostseite vom Nebengipfel Raven Crag deutlich steiler ins Tal Nannycatch ab. Der auf dem flachen oberen Teil kaum wahrnehmbare Hauptgipfel wird von einem Steinmännchen markiert.
Am Westrand des Berges verläuft eine kleine Landstraße von Cleator Moor nach Egremont, die wegen der parallel verlaufenden, wesentlich besser ausgebauten Straße A5086 nur noch lokal von Bedeutung ist.
Der Berg liegt, obwohl direkt angrenzend, vollständig außerhalb des Lake-District-Nationalparks, dessen Grenze durch die östlich und nördlich angrenzenden Täler verläuft.

## Aussicht
Aus seiner exponierten Lage bieten Westhang und Gipfel einen weiten Blick über das westlich vorgelagerte Hügelland bis an die gut 7 km entfernte Irische See, der von Ravenglass im Süden bis zum Solway Firth und über diesen hinweg nach Schottland im Norden reicht. Direkt westlich im Meer ist auch die gut 60 km entfernte Isle of Man zu sehen. 
Den östlichen Horizont bilden die Cumbrian Mountains, dominiert von nahen Pillar und Scafell Pike.

## Nutzung

### Forstwirtschaft
Die Wälder an den Hängen des Dent werden künstlich aufgeforstet, um der Erosion der Hänge entgegenzuwirken. Offiziell steht am Dent eine Waldfläche von 512,36 ha (Stand 2016), die auch etlichen wilden Tieren Lebensraum bietet.

### Vermessung
Dent Hill war eine von insgesamt fünf Stationen in Cumberland, anhand derer bis 1809 die erste Triangulation Britanniens durchgeführt wurde. Heute liegt auf dem Dent kein Vermessungspunkt mehr. Auf älteren Karten findet sich noch ein Trigonometrischer Punkt etwa 500 Meter westlich des Gipfels, markiert von einem heute noch vorhandenen großen künstlichen Steinhaufen („cairn“).

### Erholung
Der Dent ist von mehreren Seiten über öffentliche Wegerechte erreichbar und ein leichtes Wanderziel. Über den Berg führt der Coast to Coast Walk als dessen westlichste nennenswerte Geländeerhebung. Die Dent-Ostseite zum Nannycatch-Tal gilt dabei als steilstes Stück der gesamten Wanderung. 
Gemeinsam mit dem nördlich gelegenen Flat Fell nimmt der Dent in Alfred Wainwrights Buch The Outlying Fells of Lakeland ein eigenes Kapitel ein. Als Outlying Fell („außerhalb liegender Berg“) wird er jedoch nicht zu den Wainwrights gezählt.